# Air Raid Serenades
Air Raid Serenades är ett samlingsalbum av den svenska rockgruppen The Hellacopters, utgivet i augusti 2006. 

## Låtlista
1. "(Gotta Get Some Action) Now!" - 3:16
2. "Ferrytale" - 3:11
3. "Born Broke" - 4:10
4. "Soulseller" - 3:12
5. "You Are Nothin'" - 2:38
6. "Like No Other Man" - 3:13
7. "Long Gone Losers" - 2:45
8. "Move Right Out of Here" - 2:09
9. "The Devil Stole the Beat From the Lord" - 3:53
10. "Venus in Force" - 3:00
11. "Down Right Blue" - 4:32
12. "Crimson Ballroom" - 4:05
13. "Hopeless Case of a Kid in Denial" - 3:02
14. "Toys and Flavors" - 3:33
15. "No Song Unheard" - 4:00
16. "By the Grace of God" - 3:04
17. "Carry Me Home" - 3:41
18. "It's Good but It Just Ain't Right" - 2:51
19. "Turn the Wrong Key" - 2:24
20. "Everything's on T.V." - 3:14
21. "I'm in the Band" - 3:19
22. "Bring It on Home" - 2:12
23. "Bring It on Home" (video)